# Córnea plana
La córnea plana es una enfermedad ocular hereditaria rara que se caracteriza por la existencia de una disminución en la curvatura normal de la córnea, lo cual hace que la cámara anterior del ojo sea poco profunda y exista predisposición a la aparición de glaucoma de ángulo cerrado.
Existen dos formas de la enfermedad. La primera tiene un patrón de herencia autosómico dominante y los síntomas son más leves, la segunda muestra una herencia de tipo autosómico recesivo y los síntomas son más graves. Ambos trastornos son poco frecuentes, sin embargo en Finlandia la acumulación de casos es muy superior a la del resto del mundo. 

Este trastorno puede asociarse a otras anomalías oculares, como microcórnea, hipermetropía, microftalmos, aniridia, catarata congénita, y ectopia lentis.